# Coupe Kirin 1984
 (août 2024).
Si vous disposez d'ouvrages ou d'articles de référence ou si vous connaissez des sites web de qualité traitant du thème abordé ici, merci de compléter l'article en donnant les références utiles à sa vérifiabilité et en les liant à la section « Notes et références ».
La Kirin Cup 1984 est la septième édition de la Coupe Kirin. Elle se déroule en mai et en juin 1984, au Japon. Le tournoi se déroule entre l'Irlande, la Chine et le Japon, des clubs (SC Internacional et Toulouse FC) et le Japan Universiade XI.

## Résultats

### Groupe A
- 27- 5-1984 : Japon 0-1 Toulouse FC
- 29- 5-1984 : Chine 3-2 Toulouse FC
- 31- 5-1984 : Japon 1-0 Chine

| Équipe      | Pts | J | V | N | D | Bp | Bc | Dif |
| ----------- | --- | - | - | - | - | -- | -- | --- |
| Chine       | 2   | 2 | 1 | 0 | 1 | 3  | 3  | 0   |
| Toulouse FC | 2   | 2 | 1 | 0 | 1 | 3  | 3  | 0   |
| Japon       | 2   | 2 | 1 | 0 | 1 | 1  | 1  | 0   |

### Groupe B
- 27- 5-1984 : Irlande 0-0 Japan Universiade XI
- 30- 5-1984 : SC Internacional 3-0 Japan Universiade XI
- 1- 6-1984 : SC Internacional 0-0 Irlande

| Équipe               | Pts | J | V | N | D | Bp | Bc | Dif |
| -------------------- | --- | - | - | - | - | -- | -- | --- |
| SC Internacional     | 3   | 2 | 1 | 1 | 0 | 3  | 0  | +3  |
| République d'Irlande | 2   | 2 | 0 | 2 | 0 | 0  | 0  | 0   |
| Japan Universiade XI | 1   | 2 | 0 | 1 | 1 | 0  | 3  | -3  |

### Demi-finales
- 3- 6-1984 : SC Internacional 4-1 Toulouse FC
- 3- 6-1984 : Irlande 1-0 Chine

### Finale
- 5- 6-1984 : SC Internacional 2-1 Irlande

## Vainqueur
| Vainqueur Kirin Cup 1984 Internacional 1er titre |